# الرحيم (أسماء الله الحسنى)
الرحيم هو من أسماء الله الحسنى، وهو من صيغ المبالغة، ومعناه: أن الله عز وجل رحيم أي أرحم بعباده المؤمنين، إذاً هذا الاسم دلّ على صفة الرحمة الخاصة التي ينالها المؤمنون، فالرحمن الرحيم بُنيت صفة الرحمة الأولى على رحمن، لأن معناه الكثرة، يعني اسم الله الرحمن يشمل كل الخلائق من دون استثناء، فرحمته وسعت كل شيء، وهو أرحم الراحمين، وأما الرحيم فإنما ذكر بعد الرحمن لأن الرحمن مقصور على الله عز وجل، لا يمكن أن يسمى إنسان باسم الرحمن أما يوجد إنسان اسمه رحيم.

## في القرآن الكريم
ورد في القرآن والسنة مطلقا معرفًا ومنونًا، واسم الله الرحيم اقترن باسمه الرحمن في ستة مواضع من القرآن، وغالبا ما يقترن اسم الله الرحيم بالتواب والغفور والرؤوف والودود والعزيز ، وذلك لأن الرحمة التي دل عليها الرحيم رحمة خاصة تلحق المؤمنين، فالله عز وجل رحمته التي دل عليها اسمه الرحمن شملت الخلائق في الدنيا، مؤمنهم وكافرهم وبرهم وفاجرهم، لكنه في الآخرة رحيم بالمؤمنين فقط .
ومما ورد في الدلالة على ثبوت اسم الله الرحيم قوله تعالى :﴿تَنْزِيلٌ مِنَ الرَّحْمَنِ الرَّحِيمِ ۝٢﴾سورة فصلت:2 ، وقوله :﴿سَلَامٌ قَوْلًا مِنْ رَبٍّ رَحِيمٍ ۝٥٨﴾سورة يس:58 ، وكذلك قوله تعالى : ﴿نَبِّئْ عِبَادِي أَنِّي أَنَا الْغَفُورُ الرَّحِيمُ ۝٤٩ وَأَنَّ عَذَابِي هُوَ الْعَذَابُ الْأَلِيمُ ۝٥٠﴾سورة الحجر:49-50 .

البسملة

### البسملة
ورد في البسملة ثلاث أسماء لله هي : الله ، الرحمن ، الرحيم ، وهي تُقرَأ في بداية كل سورة ماعدا سورة التوبة .

## ورده في السنة
عن أَبِى بَكْرٍ الصديق أَنَّهُ قَالَ لِلنَّبِيِّ صلى الله عليه وسلم :«عَلِّمْنِي دُعَاءً أَدْعُو بِهِ فِي صَلاَتِي ، قَالَ : «قُلِ اللهُمَّ إِنِّي ظَلَمْتُ نَفْسِي ظُلْمًا كَثِيرًا وَلاَ يَغْفِرُ الذُّنُوبَ إِلاَّ أَنْتَ ، فَاغْفِرْ لِي مَغْفِرَةً مِنْ عِنْدِكَ ، وَارْحَمْنِي ، إِنَّكَ أَنْتَ الْغَفُورُ الرَّحِيمُ» ، و قَالَ : «إِنْ كُنَّا لَنَعُدُّ لِرَسُولِ اللهِ صلى الله عليه وسلم فِي الْمَجْلِسِ الْوَاحِدِ مِائَةَ مَرَّةٍ : رَبِّ اغْفِرْ لِي وَتُبْ عَلَىَّ إِنَّكَ أَنْتَ التَّوَّابُ الرَّحِيمُ»».

## الفرق بين الرحمن والرحيم
- لا يُسمى الإنسان باسم الرحمن أما يوجد إنسان اسمه رحيم.[1]، فالرحيم قد يكون لله ولغير الله، قد تقول الله عز وجل رحيم، وفلان عليم: ﴿وَكَانَ بِالْمُؤْمِنِينَ رَحِيمًا﴾ سورة الأحزاب:43

لذلك قال ابن عباس: «هما اسمان رقيقان أحدهما أرق من الآخر»، قال أبو علي الفارسي «الرحمن اسم عام في جميع أنواع الرحمة، يختص به الله تعالى، والرحيم إنما هو من جهة المؤمنين، قال تعالى: ﴿وَكَانَ بِالْمُؤْمِنِينَ رَحِيماً﴾ سورة الأحزاب:43. إلى أن قال : فدل على أن الرحمن أشد مبالغة في الرحمة ، لعمومها في الدارين لجميع خلقه ، والرحيم خاص بالمؤمنين .»
- الرحيم دلّ على صفة الرحمة الخاصة التي ينالها المؤمنون فقط، لكن الرحمن يشمل المؤمن والكافر .

## أقوال العلماء عن اسم الله الرحيم
- قال عبد الرحمن بن ناصر السعدي :«الرحمن، الرحيم، والبر، الكريم، الجواد، الرؤوف، الوهّاب ، هذه الأسماء تتقارب معانيها، وتدل كلها على اتصاف الرب، بالرحمة، والبر، والجود، والكرم، وعلى سعة رحمته ومواهبه التي عمّ بها جميع الوجود بحسب ما تقتضيه حكمته. وخص المؤمنين منها، بالنصيب الأوفر، والحظ الأكمل، ذكر القرآن: ﴿وَاكْتُبْ لَنَا فِي هَذِهِ الدُّنْيَا حَسَنَةً وَفِي الْآخِرَةِ إِنَّا هُدْنَا إِلَيْكَ قَالَ عَذَابِي أُصِيبُ بِهِ مَنْ أَشَاءُ وَرَحْمَتِي وَسِعَتْ كُلَّ شَيْءٍ فَسَأَكْتُبُهَا لِلَّذِينَ يَتَّقُونَ وَيُؤْتُونَ الزَّكَاةَ وَالَّذِينَ هُمْ بِآيَاتِنَا يُؤْمِنُونَ ۝١٥٦﴾ سورة الأعراف:156 ، والنعم والإحسان، كله من آثار رحمته، وجوده، وكرمه. وخيرات الدنيا والآخرة، كلها من آثار رحمته.»